# Шапкина, Лидия Ивановна
Лидия Ивановна Шапкина (род. 8 декабря 1923) — передовик советского народного образования и просвещения, учитель средней школы № 169, города Ленинграда, Герой Социалистического Труда (1968).

## Биография
Родилась 8 декабря 1923 года в городе Петрограде в семье учителей. Завершила обучение в средней школе и планировала поступить в институт, однако в июне 1941 года началась Великая Отечественная война, которая не позволила девушке осуществить свои планы. До августа 1942 года находилась в блокадном городе Ленинграде, осуществляла защиту и охрану города. Позже была вместе с семьёй эвакуирована и отправлена в город Омск, где стала трудиться на заводе. В 1946 году вернулась в родной город и стала работать в школе, одновременно обучалась в Ленинградском педагогическом институте имени А. И. Герцена, который успешно завершила в 1951 году.
Продолжала осуществлять педагогическую деятельность, работала учителем русского языка и литературы в военном училище. В 1953 году перевелась на работу в школу №167 Смольнинского (ныне Центрального) района города Ленинграда. В январе 1967 года стала трудиться педагогом в школе №169 Смольнинского района, где преподавала свои предметы до января 1978 года.
Учитель Шапкина тщательно вела подготовку к каждому уроку, изучала конспекты, готовила дидактический материал. Она много с учащимися проводила дополнительных занятий. Отлично знала русский язык и литературу. Обучала школьников размышлять над прочитанным, сопереживать, принимать близко к сердцу судьбу героев. Методично занималась со студентами, проходящими практику в школе. Своим примером учила ребят трудолюбию, бескорыстию, ответственности. 
За большие заслуги в деле обучения и коммунистического воспитания учащихся, Указом Президиума Верховного Совета СССР от 1 июля 1968 года Лидии Ивановне Шапкиной было присвоено звание Героя Социалистического Труда с вручением ордена Ленина и золотой медали «Серп и Молот».
Активно занималась общественной деятельностью в школе и в Смольнинском районе города Ленинграда. В 1978 году оформилась на пенсию, но продолжила трудовую деятельность педагога в школе №169.
Проживала в городе Санкт-Петербурге.

## Награды
За трудовые успехи была удостоена:
- золотая звезда «Серп и Молот» (01.07.1968);
- орден Ленина (01.07.1968);
- другие медали.